# خزر معصومی
خزر معصومی بازیگر سینما و تلویزیون ایران است، اولین تجربه هنری او بازی در نقش ارغوان در فیلم به رنگ ارغوان به کارگردانی ابراهیم حاتمی‌کیا است.
او تاکنون در دو فیلم سینمایی و یک مجموعه تلویزیونی به ایفای نقش پرداخته است.
و آخرین حضورش به عنوان بازیگر، در مجموعه تلویزیونی یک مشت پر عقاب در سال ۱۳۸۶ بوده است و تاکنون در هیچ پروژهٔ سینمایی یا تلویزیونی دیگری شرکت نکرده است.
وی پس از مدتها در شهریور ۹۹ در تئاتر در انتظار گودو به کارگردانی امیررضا کوهستانی حضور پیدا کرد.

## فیلم‌شناسی

### سینمایی
| سال  | فیلم          | نقش        | کارگردان         | توضیحات |
| ---- | ------------- | ---------- | ---------------- | --- |
| ۱۳۸۷ | شیرین         | خزر معصومی | عباس کیارستمی    | فیلم مستند، درام که تصویرگر نگاه ۱۱۳ بازیگر زن، بدون هیچ سخنی به دوربین فیلمبرداری است، در حالی که صداهایی از قرائت منظومه خسرو و شیرین نظامی گنجوی به گوش می‌رسد. |
| ۱۳۸۳ | به رنگ ارغوان | ارغوان     | ابراهیم حاتمی‌کیا | بهترین فیلم بیست و هشتمین جشنواره فیلم فجر |
| ۱۳۸۳ | باغ‌های کندلوس | آبان       | ایرج کریمی       | |

### مجموعهٔ تلویزیونی
| سال  | فیلم           | نقش | کارگردان   | توضیحات                         |
| ---- | -------------- | --- | ---------- | ------------------------------- |
| ۱۳۸۶ | یک مشت پر عقاب |     | اصغر هاشمی | پخش از شبکه یک و آی‌فیلم و تماشا |

### تئاتر
- در انتظار گودو (۱۳۹۹)

## همراهی با خیزش سراسری ۱۴۰۱ ایران
همزمان با خیزش سراسری ۱۴۰۱ ایران، خزر معصومی با انتشار عکس بدون حجاب خود با این خیزش اعلام همراهی کرد.